# フップシ岳
フップシ岳（フップシだけ）は、北海道の釧路市と足寄郡足寄町の2市町にまたがる標高1,225.4mの山である。山頂には二等三角点「風伏岳」が設置されている。

## 概要
阿寒岳を構成する山で、阿寒火山の大噴火によって誕生した阿寒カルデラの形成後に新しく噴火を起こしてできた後カルデラ火山の成層火山であり、白水川にある白藤の滝ではフップシ岳の溶岩が見られる。
山名はアイヌ語で「フップシ（トドマツのある場所）」を意味し、その名の通りトドマツの森が山頂まで広がっている。

## 登山
登山道はないため残雪期に登られることが多い。主なルートは国道241号の足寄峠にある駐車スペースから出発し、市町界の尾根を登って山頂へ至る。